# مارک مک‌گراث
مارک مک‌گراث (انگلیسی: Mark McGrath؛ زادهٔ ۱۵ مارس ۱۹۶۸) موسیقی‌دان، خواننده، مجری تلویزیون اهل ایالات متحده آمریکا است. وی از سال ۱۹۸۸ میلادی تاکنون مشغول فعالیت بوده‌است.
او در فیلم جابجایی اعضای خانواده بازی کرده‌است.